# Pierre

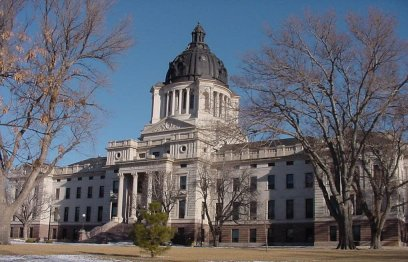
Seu del govern de Dakota del Sud, a Pierre.

Pierre (lakota: čhúŋkaške; "fort") és la capital de l'estat de Dakota del Sud, als Estats Units d'Amèrica. Va ser fundada el 1880 i és capital de l'estat des de l'11 de novembre de 1889. Ha estat triada com a capital a causa de la seva posició central dins l'estat.
Amb una població de 14.072 habitants el 2009, és la segona capital d'estat més petita dels Estats Units després de Montpelier, Vermont. És el centre d'una aglomeració la població de la qual s'ha estimat en 19.667 habitants el 2007.